# Круча де Пиатра (Ђурђу)
Круча де Пиатра (рум. Crucea de Piatră) насеље је у Румунији у округу Ђурђу у општини Калугарени. Oпштина се налази на надморској висини од 69 m.

## Становништво
Према подацима из 2002. године у насељу је живело 438 становника.

### Попис2002.
| Расподела становништва по националности 2002.‍ | Расподела становништва по националности 2002.‍ | Расподела становништва по националности 2002.‍ | Расподела становништва по националности 2002.‍ | Расподела становништва по националности 2002.‍ |
| --------------------------------------------- | --------------------------------------------- | --------------------------------------------- | --------------------------------------------- | --------------------------------------------- |
|                                               |                                               |                                               |                                               |                                               |
| Румуни                                        | Румуни                                        |                                               | 385                                           | 87,9%                                         |
| Роми                                          | Роми                                          |                                               | 53                                            | 12,1%                                         |